# Маргарита Савойска (1589 – 1655)
Вижте пояснителната страница за други личности с името Маргарита Савойска.
Маргарита Савойска (на италиански: Margherita di Savoia, на испански: Margarita de Saboya, на португалски: Margarida, duquesa de Mântua; * 28 април 1589, Торино, Савойско херцогство; † 26 юни 1655, Миранда де Ебро, Кралство Испания) e принцеса от Савойската династия, чрез брак херцогиня на Мантуа и Монферат и от 1635 до 1640 г. последната испанска вицекралица на Португалия. Тя е и регентка на Монферат от 1612 г. до навършване на пълнолетие на нейната дъщеря.

## Произход
Тя е четвъртото дете на савойския херцог Карл Емануил I Савойски (* 1562, † 1630) и на съпругата му Каталина-Микаела Испанска (* 1567, † 1597). Нейни дядо и баба по бащина линя са херцогът на Савоя Емануил Филиберт и Маргарита дьо Валоа, а по майчина – испанският крал Филип II и Елизабет дьо Валоа. Има пет братя и четири сестри:
- Филип Емануил (* 1586, † 1605), принц на Пиемонт
- Виктор Амадей I (* 1587, † 1637), 12-и херцог на Савоя, съпруг на Мария-Кристина Бурбон-Френска
- Емануил Филиберт (* 1588, † 1624), вицекрал на Сицилия (1622 – 24)
- Изабела (* 1591, † 1626), херцогиня на Модена и Реджо като съпруга на Алфонсо III д’Есте
- Маврикий (* 1593, † 1627), кардинал
- Мария Аполония (* 1594, † 1656), монахиня в Рим
- Франциска Катерина (* 1595, † 1640), монахиня в Биела
- Томас Франц (* 1596, † 1656), принц на Кариняно, съпруг на Мария Бурбон-Соасон
- Жана († 1597)

Има и и девет природени братя и две природени сестри от извънбрачни връзки на баща си.

## Биография

### Ранни години
По кралско родствено право Маргарита има титлата на инфанта. Тя е образована, подобно на сестрите си, в начина на живот и в суровия испански церемониал, въведен в Пиемонт от майка ѝ, за разлика от братята ѝ, които получават традиционно пиемонтско образование. Образованието ѝ е поверено в ранните ѝ години на йезуитите и впоследствие на варнавитския отец Джусто Гуерин; благодарение на тях освен италиански тя научава и латински, френски и испански. Тя е благочестива като сестрите си и със силен религиозен дух като майка си, която умира млада на 7 ноември 1597 г., оставяйки девет деца в ранна детска възраст.
През 1598 г., за да избяга от чумната епидемия, достигнала до Торино, Маргарита е отведена заедно с братята и сестрите си във Фосано, откъдето през следващите години се мести в Савиляно и Мондови (където се намира светилището на Мадоната на Вико, на чийто култ Маргарита е доста отдадена). През 1601 г. се завръща в Торино.
Маргарита има дълбока връзка с баща си, на когото прилича със силния си и авторитарен характер. Поради тази причина и поради особеното доверие, което ѝ се оказва, през 1603 г., на 15-годишна възраст, тя е назначена за регентка на държавата по време на пътуването на херцога до Ница заедно с първите му трима синове, заминаващи за Испания.

### Брачни преговори и брак
Още като момиче Маргарита е сгодена за Анри II Бурбон, принц на Кондè, като част от плана на баща ѝ савойския херцог и херцога на Мантуа Винченцо I Гонзага за разрешаване на спора относно Монферат. В края на 1604 г., след среща между двамата херцози близо до Торино, е решено тя или сестра ѝ Изабела да се омъжат за Франческо Гонзага – наследник на херцогства Мантуа и Монферат. Испанският крал Филип III се противопоставя на брачния съюз с Гондзага и на териториалните промени на Монферат. Мадрид подкрепя евентуалния брачен съюз с императорския двор и през май 1606 г. пристига официално предложение Маргарита да се омъжи за император Рудолф II Хабсбург. Баща ѝ не отхвърля предложението и преговорите продължават около две години, през които Маргарита не престава да храни надежда за съюза си с Гондзага.
През август 1607 г. на среща на херцога на Мантуа и савойския херцог се взима решение за официално оформяне на брака на Маргарита с Франческо Гонзага, като се иска разрешение от императора на Свещената Римска империя. Той поисква да се изчака до пролетта, но тъй като това не е прието от дворовете на Мантуа и Торино, след получаване на папско разрешение датата на сватбата е фиксирана за 20 февруари 1608 г. По същото време е решено сестрата на Маргарита – Изабела Савойска да се омъжи за херцога на Модена и Реджо Алфонсо III д'Есте. Сватбата на Маргарита и Франческо се състои в Торинската катедрала на 10 март. Тържественото влизане в Мантуа е на 24 май и е запомнено с великолепието си. Празненствата продължават повече от две седмици с турнири, игри и представления. На 28 май вечерта спектакълът „Ариана“ на Клаудио Монтеверди е изключително успешен пред публика от 6000 души в придворния театър, реконструиран специално за случая. По случай сватбата херцогът на Мантуа основава Ордена на Изкупителя, присъждайки рицарско звание на 21 мъже, включително и на съпруга на Маргарита.

### В двора на Мантуа
Още от първите дни в двора на Мантуа Маргарита проявява решителния си характер, като демонстрира прекален интерес и намеса в дворцовите дела. Възможността за намаляване на влиянието ѝ върху мантуанските въпроси, искана от мнозина, се появява през ноември 1609 г., когато тя трябва да придружи съпруга си до Монферат, на когото е поверено управлението на региона. Няколко месеца по-рано, на 29 юли, се ражда най-голямата им дъщеря Мария, която по онова време остава в Мантуа и е поверена на херцог Винченцо I. Маргарита прекарва Коледа в Казале, където е домакиня на савойския херцог, който на свой ред я кани в Торино за карнавала през 1610 г.
В първите месеци на 1611 г., когато съпругът ѝ е извикан в Мантуа поради тежкото заболяване на майка му Елеонора де Медичи, Маргарита остава сама в управлението на Монферат и успешно се погрижва за няколко пренебрегвани до момента въпроса като тези, свързани с монетния двор и мелниците. През май тя се връща в Мантуа, където на 26 юни ражда сина си Лудовико – наследник на херцогството. През ноември 1611 г., след смъртта на херцогиня Елеонора, починала между 8 и 9 септември, Маргарита се завръща в Казале заедно с дъщеря си Мария, докато малкият Лудовико остава в Мантуа.
През февруари 1612 г. пристига новината за болестта на херцог Винченцо I, който умира на 18 февруари. Поканена от новия херцог Франческо IV в Мантуа, Маргарита предпочита да остане в Казале, за да продължи да управлява Монферат. Тя заминава за Мантуа на 4 март, след като предава управлението на маркграф Федерико Гонзага.
Присъствието в Мантуа на новата херцогиня подчертава промяната в обичаите и навиците, които се ориентират все повече към испанския модел. С приемането на херцогската титла се засилва религиозната преданост на Маргарита, която още по време на управлението на Монферат, когато заедно със съпруга си, лично се грижи за интересите на някои конгрегации в Казале. Намесата ѝ в държавните дела с благоволението на самия херцог става все по-явна.

### Регентка на Монферат. Война за Мантуанското наследство
През септември 1612 г. Маргарита ражда момиченце на име Елеонора, което умира ден след раждането. На 3 декември от едра шарка умира синът ѝ Лудовико, последван на 22 декември от съпруга ѝ Франческо IV, починал от същата болест. След смъртта на херцога дворът е разделен на подкрепящи Маргарита и на очакващи новия херцог. Новият херцог е кардинал Фердинанд – по-малкият брат на мъжа ѝ, подкрепян от леля му Маргарита Гонзага – вдовица на последния херцог на Ферара Алфонсо II д'Есте, която междувременно е регентка.
Тъй като Маргарита и мъжът ѝ нямат оцелял мъжки наследник, в Херцогство Мантуа херцог Франческо IV Гонзага е наследен от по-малкия си брат, а в Херцогство Монферат – от 3-годишната им дъщеря Мария. Херцогство Монферат е исторически наследявано от жени, тъй като това е маркграфство от алерамически произход, следващо различно правило за унаследяване. Съответно правата на Мария са отстоявани и вдовицата херцогиня Маргарита трябва да бъде назначена за регентка на Монферат.
По онова време се носят слухове, че Маргарита е бременна. Кардинал Фердинандо ѝ оказва уважение, като ѝ оставя номинално управлението на държавата в очакване на евентуалното раждане въпреки машинациите на херцог Карл Емануил I, решен да извлече териториални предимства от несигурната ситуация на държавата на Гонзага. Савойският херцог вика при себе си Маргарита заедно с дъщеричката ѝ Мария Гонзага – номинална наследница на Монферат. Твърдото противопоставяне на кардинал Фердинандо попречва на Маргарита да отпътува за Пиемонт. На нея все пак ѝ е позволено да остане в една от най-здравите резиденции в района на Мантуа: Кавриана, Гойто или Ревере.
На 5 март 1613 г. Маргарита официално заявява, че не чака дете и на 26 март заедно с брат си Виктор Амадей отпътува за Торино. Дъщеря ѝ Мария остава в манастира Сант'Орсола в Мантуа, поверена на грижите на Маргарита Гонзага.
През следващите години, когато Савойският херцог Карл Емануил I Савойски все повече се съюзява с Франция, очевидната происпанска насоченост на Маргарита е причина за маргинализацията ѝ в бащиния ѝ двор. Това става очевидно след сватбата на брат ѝ Виктор Амадей с принцеса Мария Кристина – сестра на френския крал Луи XIII.
Междувременно текат брачни преговори за дъщеря на Маргарита Мария. Херцог Фердинандо Гондзага, без съгласието на Маргарита, иска да я омъжи за Карло II Гонзага-Невер – син на херцога на Невер Карло I Гонзага-Невер, който е доведен в Мантуа през 1625 г. с идеята да бъде номиниран за наследствен княз на херцогството, т. к. нито от херцог Фердинандо, нито брат му Винченцо имат законни мъжки наследници. Изборът става още по-спешен със смъртта на Фердинандо през октомври 1626 г. и с възхода на Винченцо, който, в очакване на анулирането на брака си с Изабела Гонзага ди Новелара, сам планира брак с племенницата си Мария, на което Маргарита гледа положително. Винченцо обаче умира на 25 декември. 1627 г. Малко преди това Мария се омъжва за Карло II Гонзага-Невер. Сватбата е предшествана от завещателните разпореждания на Винченцо II, който обявява бащата на Карло II за свой наследник. Цялото унаследяване обаче става обект на Войната за Мантуанското наследство (1627 – 1632) между Франция и Хабсбургите. Император Фердинанд II Хабсбург е женен за Елеонора Гонзага – сестра на последните херцози на Мантуа. Фердинанд II иска да даде Мантуа на Феранте II Гонзага, херцог на Гуастала, който е на испанска страна. Това води до избухване на войната, при която през 1630 г. Мантуа е окупирана и разграбена от императорските войски. Херцог Карл Емануил I Савойски, който се надява да получи Херцогство Монферат, е на страната на императора.
Маргарита желае да защити новия херцог на Мантуа чрез собствените си директни действия срещу Франция и Испания, но усилията ѝ се провалят. През юли 1630 г. Мантуа е разграбена от императорските войски, а херцогското семейство бяга на папска територия. Последвалият договор от Кераско (1631) предвижда обезщетения за Маргарита под формата на земи, дарени ѝ от брат ѝ Виктор Амадей I, новият херцог на Савоя, като компенсация за лихвите върху брачната зестра, ненапълно изплатена навремето от баща му. През есента на 1631 г., когато херцог Карло I Гонзага-Невер се завръща в Мантуа с наскоро овдовяла си снаха Мария и с двете ѝ малки деца, Маргарита най-накрая успява да се събере с дъщеря си, макар че Франция се опасява от происпанското участие на Маргарита. С помощта на дъщеря си Маргарита замисля план, за да предаде Мантуа на испанските сили.
След като заговорът е разкрит, в края на август 1633 г. тя е принудена да изостави херцогството, оставяйки дъщеря си, която никога повече няма да види. Първоначално се установява в района на Модена, а през есента получава разрешение от испанския губернатор на Милано да пребивава в Павия, където остава до август 1634 г., като продължава да крои заговори срещу херцога на Мантуа.

### Вицекралица на Португалия
След смъртта през 1633 г. на лелята на Маргарита по майчина линия – ерцхерцогиня Изабела Клара Евгения, владетелка на Нидерландия, брат ѝ Виктор Амадей става наследник на правата на баба им по майчина линия Елизабет дьо Валоа – най-голямата дъщеря и наследница на краля на Франция Анри II и на съпругата му Катерина де Медичи.
Маргарита има родствени връзки с Португалия: две от нейните прабаби (императрица Изабела и Беатриса, херцогиня на Савоя) са дъщери на португалския крал Мануел I. През декември 1634 г., след смъртта на граф Басто, тя е номинирана от братовчед си Филип IV Испански за вицекралица на Португалия, по онова време в династичен съюз с Испания, където се мести през 1636 г. Тази номинация е в резултат на усилията на Диего Соарес, член на Португалския съвет в Мадрид и приятел на Гаспар де Гусман – граф-херцог на Оливарес и роднина на Мигел де Вашконселуш, който през 1635 г. става държавен секретар на Португалия.
В резултат на Португалската революция (наречена Реставрация на независимостта) през 1640 г. Вашконселуш – изпълнител на волята на Оливарес е убит и Маргарита се опитва да успокои португалския народ на демонстрациите на площад Терейро ду Пасо (по онова време главен площад на Лисабон). Португалците провъзгласяват на 1 декември херцога на Браганса за свой нов крал с името Жуау IV. Маргарита е обкръжена в седалището си в Лисабон и подкрепата ѝ се срива. Тя е държана като затворничка, макар че ѝ е дадена резиденция в старите кралски дворци. Едва след откриването на заговора за възстановяване на испанското управление в Португалия ѝ е позволено да напусне страната. Тя обаче не стига до Мадрид, тъй като е принудително задържана в Мерида от граф-херцога на Оливарес, който се страхува от опасните разкрития за него, които Маргарита може да направи пред краля. Едва през януари 1642 г. тя успява да достигне столицата и чрез кралица Изабела разкрива на краля поведението на граф-херцога, причинило загубата на Португалия.

### Смърт
Маргарита умира в Миранда де Ебро през 1655 г. на 66-годишна възраст по време на пътуването си към Пиемонт, където желае да приключи земния си път. Наследена е от дъщеря си херцогиня Мария Маргарита от Ретел и Монферат, която има две деца: Елеонора Магдалена Гонзага, която през 1651 г. става императрица на Свещената Римска империя, и Карло през 1637 г., който е управляващият херцог на Мантуа като Карло II. При нейната смърт и двамата ѝ внуци имат деца.

## Брак и потомство
∞ 19 февруари 1608 г. в Торино за Франческо IV Гонзага (* 1586, † 1612), херцог на Мантуа и Монферат от 1612 г., най-възрастният син на херцог Винченцо I Гонзага и втората му съпруга Елеонора де Медичи, от когото има един син и две дъщери:
- Мария Маргарита Гонзага (* 29 юли 1609, † 14 август 1660), наследница на херцогства Мантуа и Монферат, ∞ 25 декември 1627 за Карло II Гонзага (* 1609 † 1631), херцог на Невер и Ретел, от когото има две деца.
- Луиджи Гонзага (* 27 април 1611, † 3 август 1612)
- Елеонора Гонзага (* 12 септември 1612, † 13 септември 1612)